# 14226 Hamura
14226 Hamura eller 1999 XR50 är en asteroid i huvudbältet som upptäcktes den 7 december 1999 av LINEAR i Socorro County, New Mexico. Den är uppkallad efter Jay Hamura.
Asteroiden har en diameter på ungefär 3 kilometer.